# Szocialista Internacionálé
A Szocialista Internacionálé a szociáldemokrata pártok, munkáspártok és demokratikus szocialista pártok világszervezete. Neve korai elődje, az 1889-ben alakult eredeti Szocialista Internacionálé nevével azonos (a 19. században működött szervezetet, II. Internacionálénak, Második Internacionálénak is nevezték).

## Története
A II. Internacionálé legidőtállóbb akciói a május 1-jei munkaünnep és a március 8-ai nemzetközi nőnap bevezetése (1889-ben, illetve 1910-ben). Az első világháború kitörésekor a II. Internacionálé szétszakadt, de 1923-ban Munka és Szocialista Internacionálé néven újraalapították. A kommunista pártok a nemzetiszocialistákkal együtt éles politikai harcot folytattak sok szociáldemokrata, illetve szocialista párttal szemben az 1920-as, 30-as években egészen a Kommunista Internacionálé 1935-ös VII. kongresszusáig, amely meghirdette a szociáldemokratákat is magában foglaló antifasiszta népfrontpolitikát.
A szervezet második újraalapítására, amellyel jelenlegi formáját öltötte, a második világháború után 1951. június 30-án a frankfurti kongresszuson került sor. Egyértelműen a szociáldemokrata eszméket képviselte, elhatárolódva a kommunista mozgalmaktól. A második világháború utáni évtizedekben a Szocialista Internacionálé segédkezett a diktatúrából szabadult országok szociáldemokrata pártjainak újraszervezésében (1974-ben Portugáliában és 1975-ben Spanyolországban). Az 1976-os genfi kongresszusig Európán kívül kevés tagja volt (Latin-Amerikában egy sem). Az 1980-as években támogatta a nicaraguai sandinistákat. Azóta kommunista jogelődű pártokat is sorai közé fogadott, mint az Olasz Baloldali Demokraták (Democratici di Sinistra, rövidítve DS), a Mozambiki Felszabadítási Front (FRELIMO), vagy éppen a magyarországi MSZP.
A 2012. augusztusi fokvárosi kongresszuson Mesterházy Attila MSZP elnököt ismét a szervezet egyik alelnökévé választották. Az Európai Parlamentben működő Európai Szocialisták Pártja a Szocialista Internacionálé társult tagja.

## Elnökei
2022-től elnöke Pedro Sánchez, a Spanyol Szocialista Munkáspárt vezetője, Spanyolország miniszterelnöke.
Az elnökök időrendben:
- 1951–1957: Morgan Walter Philips
- 1957–1962: Alsing Andersen
- 1963: Erich Ollenhauer
- 1964–1976: Bruno Pittermann
- 1976–1992: Willy Brandt
- 1992–1999: Pierre Mauroy
- 1999–2005: António Guterres
- 2006–2022: Jórgosz Papandréu
- 2022–: Pedro Sánchez

## Tagjai
A Szocialista Internacionálé tagjai szociáldemokrata és baloldali pártok világszerte, több mint 100 országban. A legismertebb tagpártok közé tartozik a brit Munkáspárt, a német SPD, a francia Szocialista Párt, valamint több dél-amerikai és afrikai párt.
| Ország                          | Párt neve                                              | Parlamenti szerepe |
| ------------------------------- | ------------------------------------------------------ | ------------------ |
| Albánia                         | Albán Szocialista Párt                                 | kormánypárt        |
| Algéria                         | Szocialista Erők Frontja                               | ellenzék           |
| Andorra                         | Szociáldemokrata Párt                                  | ellenzék           |
| Angola                          | Angolai Népi Felszabadítási Mozgalom                   | kormánypárt        |
| Argentína                       | Radikális Polgári Unió                                 | ellenzék           |
| Belgium                         | Szocialista Párt                                       | koalícióban        |
| Bolívia                         | Nemzeti Egység Front                                   | parlamenten kívül  |
| Bosznia-Hercegovina             | Bosznia-Hercegovinai Szociáldemokrata Párt             | kormánypárt        |
| Brazília                        | Demokratikus Munkáspárt                                | koalícióban        |
| Bulgária                        | Bolgár Szociáldemokraták Pártja                        | parlamenten kívül  |
| Bulgária                        | Bolgár Szocialista Párt                                | ellenzék           |
| Burkina Faso                    | Párt a Demokráciért és a Haladásért / Szocialista Párt | parlamenten kívül  |
| Csehország                      | Cseh Szociáldemokrata Párt                             | ellenzék           |
| Chile                           | Chilei Szocialista Párt                                | koalícióban        |
| Chile                           | Radikális Szociáldemokrata Párt                        | koalícióban        |
| Chile                           | Párt a Demokráciért                                    | koalícióban        |
| Ciprus                          | EDEK Szocialista Párt                                  | koalícióban        |
| Ciprus (Észak)                  | Török Köztársasági Párt                                | ellenzék           |
| Ciprus (Észak)                  | Kommunális Demokrata Párt                              | parlamenten kívül  |
| Costa Rica                      | Nemzeti Felszabadítási Párt                            | ellenzék           |
| Csád                            | Nemzeti Szövetség a Demokráciáért és Megújulásért      | parlamenten kívül  |
| Dél-afrikai Köztársaság         | Afrikai Nemzeti Gyűlés                                 | kormánypárt        |
| Dominikai Köztársaság           | Dominikai Forradalmi Párt                              | ellenzék           |
| Egyenlítői-Guinea               | Összefogás a Szociáldemokráciáért                      | parlamenten kívül  |
| Fehéroroszország                | Belarusz Szociáldemokrata Párt                         | parlamenten kívül  |
| Finnország                      | Finn Szociáldemokrata Párt                             | ellenzék           |
| Franciaország                   | Szocialista Párt                                       | ellenzék           |
| Fülöp-szigetek                  | Fülöp-szigeteki Demokratikus Szocialista Párt          | parlamenten kívül  |
| Ghána                           | Nemzeti Demokratikus Gyűlés                            | ellenzék           |
| Görögország                     | Pánhellén Szocialista Mozgalom                         | ellenzék           |
| Guatemala                       | Remény Nemzeti Egysége                                 | ellenzék           |
| Guinea                          | Guineai Nemzetgyűlés                                   | ellenzék           |
| Haiti                           | Egyesült Haiti Szociáldemokraták                       | parlamenten kívül  |
| Haiti                           | Szociáldemokrata Közgyűlés a Haiti Haladásáért         | parlamenten kívül  |
| Horvátország                    | Horvát Szociáldemokrata Párt                           | ellenzék           |
| India                           | Indiai Nemzeti Kongresszus                             | ellenzék           |
| Irak                            | Kurdisztáni Hazafias Unió                              | koalícióban        |
| Izrael                          | A Demokraták                                           | ellenzék           |
| Jamaica                         | Nemzeti Néppárt                                        | ellenzék           |
| Japán                           | Szociáldemokrata Párt                                  | ellenzék           |
| Jemen                           | Jemeni Szocialista Párt                                | ellenzék           |
| Kamerun                         | Szociáldemokrata Front                                 | ellenzék           |
| Kazahsztán                      | Országos Szociáldemokrata Párt                         | ellenzék           |
| Kirgizisztán                    | Szociáldemokraták                                      | ellenzék           |
| Kolumbia                        | Kolumbiai Liberális Párt                               | koalícióban        |
| Kongói Demokratikus Köztársaság | Unió a Demokráciáért és a Társadalmi Haladásért        | kormánypárt        |
| Közép-afrikai Köztársaság       | Mozgalom a közép-afrikai nép felszabadításáért         | ellenzék           |
| Libanon                         | Haladó Szocialista Párt                                | ellenzék           |
| Litvánia                        | Litvániai Szociáldemokrata Párt                        | kormánypárt        |
| Luxemburg                       | Luxemburgi Szocialista Munkáspárt                      | ellenzék           |
| Magyarország                    | Magyar Szocialista Párt                                | ellenzék           |
| Mali                            | Szövetség a Mali Demokráciáért                         | ellenzék           |
| Mali                            | Gyűlés Maliért                                         | ellenzék           |
| Málta                           | Munkáspárt                                             | kormánypárt        |
| Marokkó                         | Népi Erők Szocialista Uniója                           | ellenzék           |
| Mauritánia                      | Demokratikus Erők Gyűlése                              | parlamenten kívül  |
| Mauritius                       | Mauritiusi Harcias Mozgalom                            | kormánypárt        |
| Mauritius                       | Mauritiusi Munkáspárt                                  | kormánypárt        |
| Mexikó                          | Intézményes Forradalmi Párt                            | ellenzék           |
| Moldova                         | Európai Szociáldemokrata Párt                          | parlamenten kívül  |
| Mongólia                        | Mongóliai Népi Forradalmi Párt                         | kormánypárt        |
| Montenegró                      | Montenegrói Szociáldemokrata Párt                      | parlamenten kívül  |
| Montenegró                      | Montenegrói Szocialisták Demokratikus Pártja           | ellenzék           |
| Mozambik                        | Mozambiki Felszabadítási Front                         | kormánypárt        |
| Namíbia                         | Délnyugat-Afrikai Népi Szervezet                       | kormánypárt        |
| Nepál                           | Nepáli Gyűlés                                          | ellenzék           |
| Niger                           | Nigeri Párt a Demokráciáért és a Szocializmusért       | ellenzék           |
| Olaszország                     | Olasz Szocialista Párt                                 | parlamenten kívül  |
| Örményország                    | Örmény Forradalmi Föderáció                            | ellenzék           |
| Pakisztán                       | Pakisztáni Néppárt                                     | koalícióban        |
| Palesztina                      | Fatah                                                  | kormánypárt        |
| Panama                          | Demokratikus Forradalmi Párt                           | kormánypárt        |
| Paraguay                        | Haladó Demokratikus Párt                               | parlamenten kívül  |
| Peru                            | Amerikai Népi Forradalmi Szövetség                     | parlamenten kívül  |
| Portugália                      | Szocialista Párt                                       | ellenzék           |
| Puerto Rico                     | Puerto Ricó-i Függetlenségi Párt                       | ellenzék           |
| Románia                         | Szociáldemokrata Párt                                  | kormánypárt        |
| San Marino                      | Szocialisták és Demokraták Pártja                      | koalícióban        |
| Spanyolország                   | Spanyol Szocialista Munkáspárt                         | kormánypárt        |
| Szenegál                        | Szenegáli Szocialista Párt                             | koalícióban        |
| Szlovákia                       | Irány – Szociáldemokrácia                              | kormánypárt        |
| Törökország                     | Köztársasági Néppárt                                   | ellenzék           |
| Tunézia                         | Munkaügyi és Szabadságjogok Demokratikus Fóruma        | –                  |
| Uruguay                         | Új Tér                                                 | ellenzék           |
| Venezuela                       | Egy Új Korszak                                         | parlamenten kívül  |
| Venezuela                       | Demokratikus Cselekvés                                 | ellenzék           |
| Venezuela                       | Voluntad Popular                                       | parlamenten kívül  |
| Zöld-foki Köztársaság           | Afrikai Párt a Független Zöld-foki Szigetekért         | ellenzék           |

### Megfigyelők
| Ország                                | Párt neve                           | Parlamenti szerepe |
| ------------------------------------- | ----------------------------------- | ------------------ |
| Egyesült Királyság                    | Munkáspárt                          | kormánypárt        |
| Egyesült Királyság · (Észak-Írország) | Szociáldemokrata és Munkáspárt      | ellenzék           |
| Írország                              | Munkáspárt                          | ellenzék           |
| Kenya                                 | Kenyai Munkáspárt                   | ellenzék           |
| Koszovó                               | Vetëvendosje                        | kormánypárt        |
| Lesotho                               | Lesotho Kongresszus a Demokráciáért | koalícióban        |
| Szerbia                               | Szerb Szociáldemokrata Párt         | koalícióban        |
| Szomáliföld                           | Igazságosság és Jólét Pártja        | ellenzék           |
| Szváziföld                            | Szvázi Demokratikus Párt            | –                  |

### Korábbi tagok
| Ország                    | Párt neve                                               | Rövidítés |
| ------------------------- | ------------------------------------------------------- | --------- |
| Albánia                   | Albán Szociáldemokrata Párt                             | PSD       |
| Algéria                   | Nemzeti Felszabadítási Front                            | FLN       |
| Andorra                   | Új Demokrácia                                           | ND        |
| Antigua és Barbuda        | Antigua and Barbuda Munkáspárt                          | ABLP      |
| Argentína                 | Népi Szocialista Párt                                   | PSP       |
| Argentína                 | Szocialista Párt                                        | PS        |
| Aruba                     | Népi Választási Mozgalom                                | MEP       |
| Ausztrália                | Ausztrál Munkáspárt                                     | ALP       |
| Ausztria                  | Ausztria Szociáldemokrata Pártja                        | SPÖ       |
| Azerbajdzsán              | Azerbajdzsán Szociáldemokrata Párt                      | ASDP      |
| Barbados                  | Barbadosi Munkáspárt                                    | BLP       |
| Belgium                   | Flamand Szocialista Párt                                | PSB/BSP   |
| Belgium                   | Tovább (Vooruit)                                        |           |
| Benin                     | Progresszív Erők Demokratikus Szövetsége                | UDFP      |
| Benin                     | Szociáldemokrata Párt                                   | PSD       |
| Bolívia                   | Forradalmi Baloldali Mozgalom                           | MIR       |
| Bosznia-Hercegovina       | Független Szociáldemokraták Szövetsége                  | SNSD      |
| Botswana                  | Botswana Nemzeti Front                                  | BNF       |
| Bulgária                  | Bolgár Szociáldemokrácia – Eurobaloldal                 | BEL       |
| Burkina Faso              | Párt a Demokráciáért és a Haladásért / Szocialista Párt | PDP/PS    |
| Burundi                   | Front a Demokráciáért Burundiban                        | FRODEBU   |
| Curaçao                   | Új Antillák Mozgalom                                    | MAN       |
| Dánia                     | Szociáldemokraták                                       | SD        |
| Ecuador                   | Demokratikus Baloldal                                   | PID       |
| Egyiptom                  | Egyiptomi Szociáldemokrata Párt                         | HMDI      |
| Egyiptom                  | Nemzeti Demokratikus Párt                               | NDP       |
| Elefántcsontpart          | Elefántcsontparti Népi Front                            | FPI       |
| Észak-Macedónia           | Macedóniai Szociáldemokrata Unió                        | SDSM      |
| Észtország                | Szociáldemokrata Párt                                   | SDE       |
| Hollandia                 | Munkáspárt                                              | PvdA      |
| Irán                      | Kurdisztáni Demokrata Párt                              | KDP       |
| Izland                    | Szociáldemokrata Párt                                   | A         |
| Izland                    | Szociáldemokrata Szövetség                              | S         |
| Izrael                    | Izraeli Munkáspárt                                      | Avoda     |
| Izrael                    | Meretz-Jachad                                           |           |
| Kanada                    | Szövetkezeti Nemzetközösségi Szövetség                  | CCF       |
| Kanada                    | Új Demokrata Párt                                       | NDP/NPD   |
| Kirgizisztán              | Kirgiz Szociáldemokrata Párt                            | SDPK      |
| Kolumbia                  | Alternatív Demokrata Pólus                              | PDA       |
| Kolumbia                  | Április 19-i mozgalom                                   | AD/M-19   |
| Közép-afrikai Köztársaság | Mozgalom a Demokráciáért és a Társadalmi Haladásért     | MDPS      |
| Lengyelország             | Demokratikus Baloldali Szövetség                        | SLD       |
| Lengyelország             | Munkásunió                                              | UP        |
| Lengyelország             | A Lengyel Köztársaság Szociáldemokrata Pártja           | SdRP      |
| Lettország                | Lett Szociáldemokrata Munkáspárt                        | LSDSP     |
| Lettország                | Harmónia Szociáldemokrata Párt                          | SDPS      |
| Malajzia                  | Demokratikus Cselekvés Párt                             | DAP       |
| Mexikó                    | Demokratikus Forradalom Pártja                          | PRD       |
| Mongólia                  | Mongol Szociáldemokrata Párt                            | MSDP      |
| Németország               | Németország Szociáldemokrata Pártja                     | SPD       |
| Nicaragua                 | Sandinista Nemzeti Felszabadítási Front                 | FSLN      |
| Norvégia                  | Munkáspárt                                              | DNA       |
| Olaszország               | Baloldali Demokratikus Párt                             | PDS       |
| Olaszország               | Baloldali Demokraták                                    | DS        |
| Olaszország               | Olasz Szocialista Párt                                  | PSI       |
| Olaszország               | Olasz Demokratikus Szocialista Párt                     | PSDI      |
| Paraguay                  | Párt a Szolidaritás Országáért                          | PPS       |
| Paraguay                  | Forradalmi Febrerista Párt                              | PRF       |
| Svájc                     | Svájci Szociáldemokrata Párt                            | SP/PS     |
| Svédország                | Svédország Szociáldemokrata Munkáspártja                | SAP       |
| Szerbia                   | Demokrata Párt                                          | DS        |
| Szerbia                   | Szociáldemokrata Párt                                   | SDP       |
| Szlovénia                 | Szlovén Demokrata Párt                                  | SDS       |
| Szlovénia                 | Szociáldemokraták                                       | SD        |
| Új-Zéland                 | Új-zélandi Munkáspárt                                   | NZLP      |
| Uruguay                   | Uruguayi Szocialista Párt                               | PSUA      |
| Uruguay                   | Népi Kormánypárt                                        | PGP       |
| USA                       | Amerikai Demokratikus Szocialisták                      | DSA       |
| Venezuela                 | Mozgalom a Szocializmusért                              | MAS       |
| Venezuela                 | A Szociáldemokráciáért                                  | PODEMOS   |
| Zimbabwe                  | Mozgalom a Demokratikus Változásért – Tsvangirai        | MDC       |